# هوندا سی‌بی۵۰۰تی
هوندا سی‌بی۵۰۰تی (به انگلیسی: Honda CB500T) یک موتورسیکلت با حجم ۴۹۸ سی‌سی با یک انجین دوسیلندر خطی و یک جعبه دنده پنج سرعته دستی با توان خروجی ۳۴ اسب بخار که توسط کمپانی موتورسازی هوندا در سال‌های ۱۹۷۵ و ۱۹۷۶ تولید می‌شد.
این موتورسیکلت در زمان خودش تحسین زیادی از منتقدان و موتورسواران دریافت نکرد.